# ウェイド・チズム
ウェイド・チズム（Wade Chism）は、アメリカ合衆国出身の男性プロレスラーである。ワイルド・ウェイド・チズム（Wild Wade Chism）を名乗ることもある。ミズーリ州バーセイルズ出身。身長189センチメートル、体重110キログラム。
アメリカの団体・WLW（ワールド・リーグ・レスリング）に所属し、日本のプロレスリング・ノアに参戦した経歴がある。

## 略歴
高校・大学では陸上競技を経験。卒業後は野球を行っていた。
ハーリー・レイス・レスリング・アカデミーに入り、トレーニングを積んだ後、WLWでプロ・デビュー。プロ入り2戦目で当時のWLW世界ヘビー級王者であったトレバー・ローデスに挑戦し、勝利し新王者となる快挙を達成。さらに後にはWLW世界タッグ王座も獲得。
2005年にノアの小橋建太がWLWに参戦した際、シングル・マッチの対戦相手を務め、完膚なきまでに叩き潰された上、ショートレンジでの剛腕ラリアットで完敗した。
2006年後半には、ノアに初来日・初参戦した。ツアー中、当時のノアの若手選手・太田一平と対戦しダイビング・ネックブリーカー・ドロップで敗北。これがきっかけで、太田はグローバル・ハードコア・クラウン無差別級選手権に挑戦することとなった。

## タイトル歴
- WLW世界ヘビー級王座
- WLW世界タッグ王座

## 得意技
- バックフリップ（サモアン・ドロップ）
- スピン・キック